# Carl Thomas Mozart
Carl Thomas Mozart, a volte scritto Karl, noto anche come Carlo Mozart (Vienna, 21 settembre 1784 – Milano, 31 ottobre 1858), è stato un funzionario austriaco.
Fu il secondo dei sei figli di Wolfgang Amadeus Mozart e della moglie Constanze Weber, dei quali solo lui e l'ultimogenito Franz Xaver sopravvissero fino all'età adulta.

## Biografia

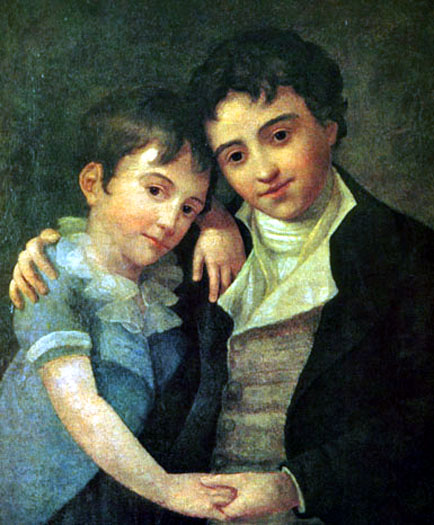
I due fratelli Carl Thomas (destra) e Franz Xaver Wolfgang (sinistra), in un ritratto opera di Hans Hansen (Vienna, 1800)

Dopo la prematura morte dell'illustre genitore venne affidato, bambino di sette anni, a Johann Michael Puchberg, commerciante di articoli per la casa all'ingrosso, fratello massone di Wolfgang Amadeus Mozart e amico di Joseph Haydn.
Inviato a Praga, venne affidato per gli studi ginnasiali al professor Franz Xaver Niemetschek, docente, filosofo, storico e critico musicale, nonché biografo del padre; non li concluse, preferendo le lezioni di pianoforte del vecchio amico paterno Franz Xaver Dušek.
La madre, vedendolo tentennare negli studi ed appassionarsi alla musica, dato che aveva destinato alla carriera musicale soltanto il figlio minore Franz Xaver, nel 1797 lo inviò nella penisola italiana, a Livorno, a iniziare il suo apprendistato presso una ditta commerciale. Tempo dopo, Carl Mozart aprì, sempre a Livorno, un negozio di pianoforti, che ebbe scarsa fortuna. Si trasferì allora nella Milano napoleonica, ove dal 1805, su raccomandazione di Joseph Haydn, riprese a studiare musica, questa volta con l'emiliano Bonifazio Asioli.

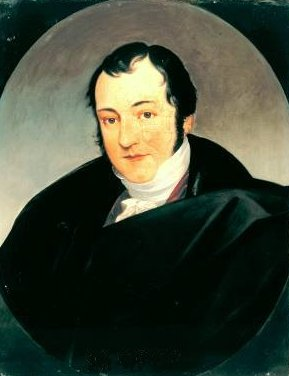
Ritratto di Carl Mozart, 1841

Nel 1810, conscio di non poter vivere di musica, abbandonò di sua spontanea volontà gli studi musicali, peraltro dignitosi, limitandosi in seguito a fare unicamente l'insegnante di pianoforte, di cui divenne comunque uno stimato e dignitoso didatta, per diventare traduttore, e successivamente contabile e ufficiale della contabilità, in quello che, caduto Napoleone e ritornato il dominio austriaco, divenne l'"Imperiale Regio Istituto di Contabilità Lombarda".
Custode appassionato della memoria del padre, durante tutta la sua vita partecipò con frequenza a rappresentazioni di sue opere, a celebrazioni e concerti in suo onore e ad inaugurazioni di monumenti mozartiani.
Secondo alcune fonti Carl ebbe una figlia illegittima che chiamò Constanza e che morì bambina (1823-1833) di vaiolo.
Di carattere schivo e modesto, Carl Mozart attraversò i tumulti popolari, politici e militari della Milano della prima metà del XIX secolo sempre concentrandosi sul lavoro d'ufficio, estraniandosi da qualsiasi possibile parteggiamento, fino alla pensione ottenuta nel 1850.
Nel 1853, pensionato e in età avanzata, acquistò una casa di villeggiatura a Caversaccio, in provincia di Como, per l'amenità del luogo e la salubrità delle acque delle vicine terme svizzere di Stabio, curative per la sua gotta. Scapolo, lasciò questa casa in eredità al domestico Giuseppe Del Signore e, soltanto dopo la morte di quest'ultimo, al comune di Caversaccio, affinché ne facesse l'abitazione o del coadiutore parrocchiale o del medico comunale. La via dove la casa è situata si chiama ora "via Carlo Mozart" e sul muro esterno è visibile una targa che ricorda la sua presenza. In municipio si conserva una copia del suo testamento, redatto a Milano.

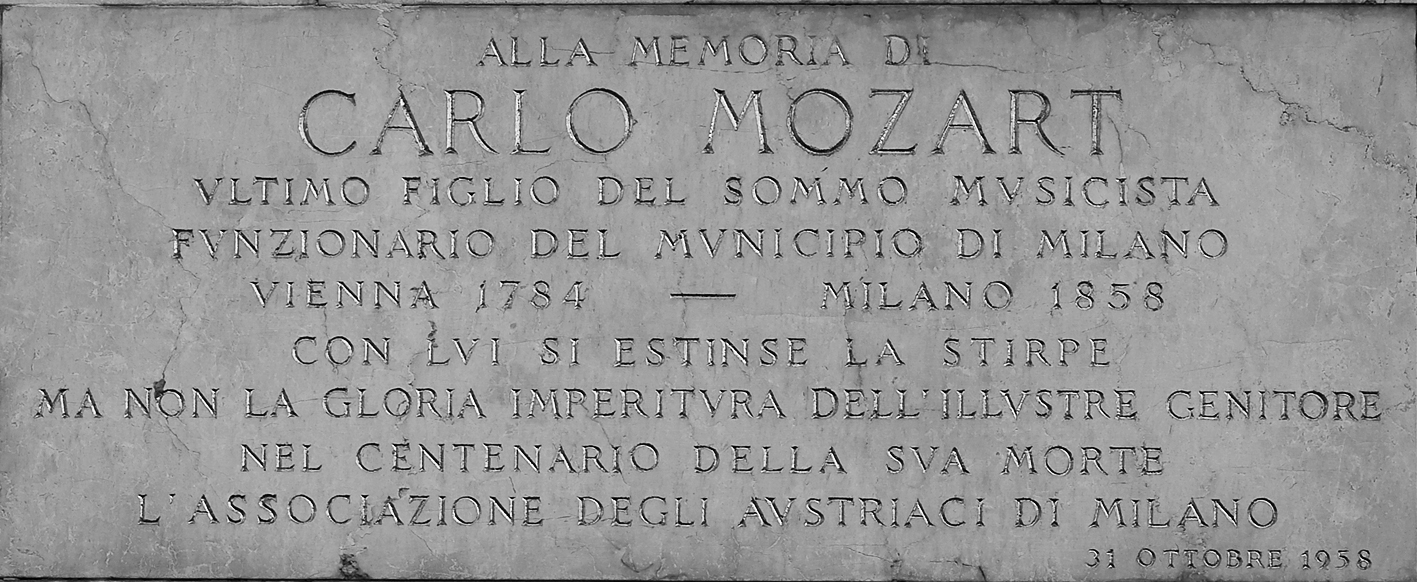
Incisione-cenotafio voluta nel 1958 dall'Associazione degli Austriaci di Milano sul muro esterno destro dell'Ossario Centrale del Cimitero Monumentale di Milano, nel centenario della sua morte

### Morte
Carl Mozart fu trovato morto la mattina del 31 ottobre 1858 nella sua casa di Milano. Tra le mani teneva un portaritratto d'oro contenente un ritratto del celebre padre. La sua scomparsa segnò la fine della stirpe dei Mozart. Consapevole di questo, non se ne era preoccupato, dicendo che comunque i figli non ereditano il talento dei padri.
La sua salma, sepolta nel cimitero della Mojazza, successivamente soppresso, è andata dispersa durante la confusa traslazione delle ossa al nuovo Cimitero Monumentale. Sulla parete destra esterna dell'ossario centrale, nel predetto Monumentale, l'Associazione degli Austriaci di Milano, nel centenario della sua morte, ha fatto scolpire una scritta-cenotafio color oro che tuttora lo ricorda.

### Pubblicazioni di corrispondenza epistolare
- Mozarteums-Mitteilungen 1–3 (1918–1921)
- Rudolph Angermüller: Mozartiana aus der Sammlung Hans Wertitsch, in: MITTEILUNGEN der Internationalen Stiftung Mozarteum 34 (1986), pagine 65–83
- Rudolph Angermüller: Zwei ungedruckte Briefe Carl Mozarts, in: MITTEILUNGEN der Internationalen Stiftung Mozarteum 38 (1990), pagina 145 e seguenti
- Rudolph Angermüller: Ein ungedruckter Brief Carl Mozarts, in: MITTEILUNGEN der Internationalen Stiftung Mozarteum 43 (1995), fascicoli 1–2, pagine 88–90